# Dark Bar
Dark Bar è un film del 1989 diretto da Stelio Fiorenza ma firmato con lo pseudonimo di Stanley Florency. Fiorenza si occupa anche della sceneggiatura. I produttori sono gli italiani Andrea Angioli, Remo Angioli e lo svizzero Robert Van Dalen. Tra gli interpreti figurano Marina Suma, Richard Hatch, e Barbara Cupisti.
La sceneggiatura del film tratta la storia di una sassofonista che, dopo l'assassinio della sorella tossicodipendente, viene perseguitata da misteriosi aggressori.

## Trama
Anna è una giovane e promettente sassofonista con un solo vero cruccio: la sorella Elisabetta, una tossicodipendente che l'assilla con continue richieste di denaro. Una notte Elisabetta si reca in un locale frequentato da una variegata fauna punk alternativa, il Dark Bar, dove deve incontrare un uomo. Quella stessa notte la donna viene ritrovata morta nella toilette del locale. Sconvolta dal misterioso omicidio, Anna decide di mettersi sulle tracce dell'assassino con l'aiuto di Mark, l'uomo che Elisabetta doveva incontrare la notte della sua morte. I due cominciano ad essere perseguitati da tre loschi figuri, che tentano di ucciderli.

## Produzione
Stelio Fiorenza trae il soggetto del film dal copione omonimo messo in scena nel 1984 per la regia di Shahroo Kheradmand, anche se in seguito dichiara che "nel film non è rimasta traccia dell'originale piéce teatrale". Dark Bar è stato finanziato con un contributo statale da un miliardo e mezzo di lire (in parte dall'Articolo 28) ed è stato girato fra Roma e Zurigo.

## Distribuzione
Il film è stato presentato in anteprima al Festival del cinema italiano di Roma il 12 dicembre 1989.